# Ritmo Louco
Swing Time (bra/prt: Ritmo Louco) é um filme estadunidense de 1936, do gênero comédia musical, estrelado por Fred Astaire e Ginger Rogers. Produzido e distribuído pela RKO Pictures, o filme foi dirigido por George Stevens, e conta com música de Jerome Kern e letra de Dorothy Fields. O filme conta ainda com os atores Helen Broderick, Victor Moore, Betty Furness, Eric Blore e Georges Metaxa.

## Sinopse
Lucky Garnett (Fred Astaire) é um dançarino e jogador. Ele está noivo e precisa conseguir dinheiro para o casamento. Mais precisamente $ 25.000 dólares, apostado com o juiz, que lhe informa que eles só poderão se casar com o dinheiro em mãos. Para isto viaja para Nova York, onde acaba se envolvendo com a professora de dança Penny, que sonha em melhorar de vida com sua arte.

## Elenco
- Fred Astaire ...  Lucky Garnett
- Ginger Rogers ...  Penny Carroll
- Victor Moore ...  Pop Cardetti
- Helen Broderick ...  Mabel Anderson
- Eric Blore ...  Gordon

## Prêmios
Oscar (EUA)
- Venceu na categoria de melhor canção original, por The Way You Look Tonight, composta por Jerome Kern e Dorothy Fields.